# Freixeda
Freixeda ist ein Ort und eine ehemalige Gemeinde im Nordosten Portugals. Freixeda ist seit den 1960er Jahren stark von Abwanderung und Überalterung gekennzeichnet, ein regional verbreitetes Problem.

## Geschichte
Die heutige Ortschaft entstand vermutlich im Verlauf der mittelalterlichen Reconquista, wie viele Ortschaften der Region. Sie unterstand dem Christusorden, bis zur Liberalen Revolution 1821 und der 1834 folgenden Enteignung auch des Christusordens.
Freixeda blieb eine eigenständige Gemeinde des Verwaltungskreises Mirandela. 1706 hatte Freixeda 80 Einwohner, 1796 waren es 99. 1864 lag die Einwohnerzahl bei 222, im Jahr 1911 war sie bei 309. Bis in die 1950er Jahre stieg die Einwohnerzahl weiter bis auf 372, seither nimmt sie stetig ab.
Mit der Gebietsreform 2013 wurde die Gemeinde Freixeda aufgelöst und mit Vila Verde zu einer neuen Gemeinde zusammengefasst.

## Verwaltung
Freixeda war Sitz einer gleichnamigen Gemeinde (Freguesia) im Kreis (Concelho) von Mirandela im Distrikt Bragança. Die Gemeinde hatte 85 Einwohner und eine Fläche von 8,47 km² (Stand 30. Juni 2011).
In der Gemeinde lag nur die eine namensgebende Ortschaft.
Mit der Gemeindereform vom 29. September 2013 wurden die Gemeinden Freixeda und Vila Verde zur neuen Gemeinde União das Freguesias de Freixeda e Vila Verde zusammengeschlossen.